# Каплиця Кампіанів
Капли́ця Кампіа́нів — усипальниця родини Кампіанів. Роботи почалися у 1584 (або 1585) році на кошти львівського бургомістра Павла Кампіана. Примикає до північної стіни Латинського собору у Львові. Збудована на місці каплиці шляхетської родини Струмилів, що стояла тут від 1463 року.

## Відомості
Каплиця має форму перекритого склепінням куба без купола, уміщеного між контрфорсами північної стіни собору. Ймовірно, споруджена будівничим Генріхом Горстом. Одноярусний доричний ордерний  каркас на цоколі з фацетованим рустом скоріш за все виконаний Павлом Римлянином. Остання фаза оздоблення була ініційована сином Павла Кампіана — Мартином (у заповіті П.Кампіан доручав сину продовження робіт — і припала на 1619–1629 роки, коли було вмонтовано три рельєфи на тему страстей — «Зняття з хреста», «Воскресіння» та «Христос-городник», а також три символи на аттику. Можливо, що роботами в цей час керував архітектор Андреас Бемер. М. Кампіан хотів, щоб вона своєю пишністю, багатством перевершила каплицю Боїмів.
1660 року ремонт каплиці ініціював Бартоломей Зиморович. Він також замовив низку надгробків, частину з яких виконав Войцех Капінос молодший (Зичливий). У другій половині XVIII ст. за ініціативою латинського архиєпископа Вацлава Сєраковського перебудовано вхід до каплиці, на західній стіні влаштовано вікно, перемуровано склепіння, яке 1774 року розписав Станіслав Строїнський. Він також зобразив Отців Церкви — св. Івана Хризостома і св. Єроніма над пілястрами, що фланкують вхід до каплиці.
Потрапити до каплиці можна лише з костелу. Інтер'єр каплиці надзвичайно багатий. Для його оздоблення було використано чорний, білий, червоний та рожевий мармур. З мармуру виконано вівтар авторства Г. Горста. Він також виготовив надгробок із зображенням Павла Кампіана на повний зріст із птахом в руках — символом швидкоплинності життя. Інтер'єр також прикрашено бюстами Мартина Кампіана, його батька Павла та горельєфами із зображенням пророків, апостолів й євангелістів. У 1905–1906 роках реставрована під керівництвом Владислава Садловського. Розписи відновлював Генрик Кюн. Наступна реставрація відбулась 1923 року.

### Латинські написи на каплиці
Написи на овальних дошках із символами:
- Вдячна душа. «Почесно душі батьків могилками вмиротворяти і в похоронний вогонь класти непишні дари»;
- Життя коротке. «Від уродин до смерті — лиш день, і якщо уповаєш на довголіття, то знай: довге життя твоє — день»;
- Душа вічна. «Що ж на могилу, орле, глядиш? Душа Кампіана — в вічності; тіло ж його — левова має земля»;

Написи під рельєфами на тему Страстей Господніх:
- «Мило в цій скелі спочить, покладеним бути в могилі, щоб, коли вигасне смерть, знову прийти до життя» (під «Зняттям з хреста»);
- «Як по суботі сумній третій день почав променіти, з гробу воскреслий постав, у світ ступив переможно» (під «Воскресінням»);
- «Христе, й ховаєш себе, й перед очі стаєш — оті плаче, та, що шукає в журбі, любляча, — й має тебе» (під «Христом-городником»).

На рельєфі «Воскресіння», на гробниці поруч з ангелом, можна побачити напис «Tulerunt D[omi]num meum» («Взяли мого Господа»). Це слова Марії Магдалини з цієї цитати Євангелія від Івана 20.11: «А Марія стояла при гробі назовні та й плакала. Плачучи, нахилилась до гробу. І бачить два Анголи, що в білім сиділи, один у головах, а другий у ніг, де лежало Ісусове тіло. І говорять до неї вони: Чого плачеш ти, жінко? Та відказує їм: Узяли мого Господа, і я не знаю, де Його поклали».
Продовження цієї цитати є сенсом третього рельєфу Страстей Господніх — «Христос-городник». «І, сказавши оце, обернулась (Марія Магдалина) назад, і бачить Ісуса, що стояв, та вона не пізнала, що то Ісус. Промовляє до неї Ісус: Чого плачеш ти, жінко? Кого ти шукаєш? Вона ж, думаючи, що то садівник, говорить до Нього: Якщо, пане, узяв ти Його, то скажи мені, де поклав ти Його, і Його я візьму! Ісус мовить до неї: Маріє! А вона обернулася та по-єврейському каже Йому: Раббуні! цебто: Учителю мій! Говорить до неї Ісус: Не торкайся до Мене, бо Я ще не зійшов до Отця. Але йди до братів Моїх та їм розповіж: Я йду до Свого Отця й Отця вашого, і до Бога Мого й Бога вашого!».

### Цікаво, що
- Форма вузла пов'язки на плечі євангеліста Марка з надгробка повторюється у пов'язці на стегнах розп'яття Христа, виконаного майстернею Йогана Пфістера для костелу святих апостолів Петра і Павла у Бережанах (тепер перебуває у церкві села Вербів).[4]
- У каплиці був похований Станіслав Дибович (Дибовецький) (пом. 1618) — бургомістр Львова, доктор медицини (ступінь здобув у Болонському університеті), надвірний лікар короля Сигізмунда III Вази. Йому встановили «надгробковий напис», який не змогли віднайти у 1930-х роках. [5]